# 비올라 해리스

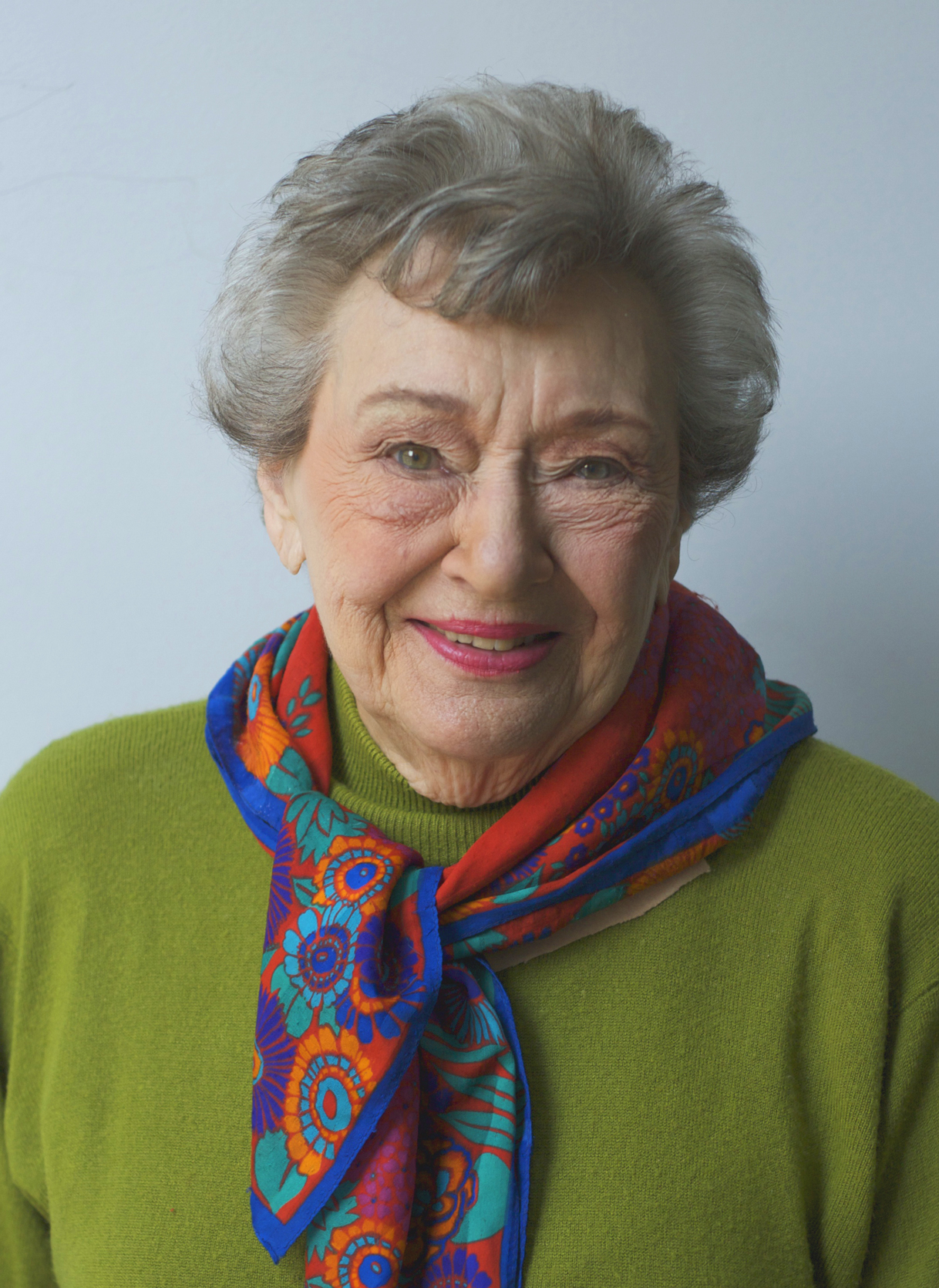

비올라 해리스(Viola Harris, 1926년 7월 5일 ~ 2017년 8월 23일)는 미국의 배우, 연극 배우, 텔레비전 배우, 영화배우이다.
뉴욕에서 태어났으며 뉴욕에서 사망하였다.

## 영화
- 더 시크릿 프렌드 (2010년)
- 디 아더 가이스 (2010년)
- 이봐요, 골드버그 부인 (2009년)
- 노이즈 (2007년)
- 법과 질서 (1990년)
- 댓츠 애디쿼트 (1989년)
- 굿 가이스 (1979년)
- 원 라이프 투 리브 (1968년)
- 돈 노크 더 트위스트 (1962년)